# Jednostka regionalna Zakintos
Jednostka regionalna Zakintos (nwgr.: Περιφερειακή ενότητα Ζακύνθου) – jednostka administracyjna Grecji w regionie Wyspy Jońskie. Powołana do życia 1 stycznia 2011 w wyniku przyjęcia nowego podziału administracyjnego kraju. W 2021 roku liczyła 40 tys. mieszkańców.
W skład jednostki wchodzi tylko jedna gmina: Zakintos.